# Track Track
Track Track é uma canção do roqueiro argentino Fito Páez . A canção é a última faixa do álbum Ciudad de pobres corazones, de 1987.
Esta música ficou bastante conhecida no Brasil numa versão feita por Os Paralamas do Sucesso, que a intitulou como "Trac trac" (presente no álbum Os Grãos). Esta versão estourou nas rádios do Brasil em 1991, e ficou entre as mais tocadas do ano.
Esta versão fez mais sucesso na Argentina do que no Brasil. Ela conta com a participação de Fernanda Abreu nos vocais, e de Fito Páez no piano.

## A Canção
Track-Track, é uma espécie de "carta", que denota um estado de ansiedade, insegurança e desamparo. Enumera lembranças e imagens da vida do personagem, e faz uma cítica a mídia
A versão de Os Paralamas do Sucesso, é mais rápida e menos triste do que a obscuridade-tema de Páez.

## Créditos
- Fito Páez: Composição. Teclados, guitarras, voz e arranjos
- Fabiana Cantilo: vocais
- Fabián Gallardo: guitarras elétricas, voz, sequenciador, programação do DDD1 Korg
- Fabián González: teclados, midi patcher
- Fabián Llonch: baixos
- Daniel Wirtz: bateria

## Álbuns
A canção está presente nos seguintes álbuns:
- Fito Páez - Ciudad de pobres corazones (1987) / Incomparables (2000) / Lo Mejor de Los Mejores (2001) / Coleccion Aniversario (2003)[12]
- Os Paralamas do Sucesso - Os Graos (1991) / Ao Vivo Vamo Batê Lata (1995) / Arquivo II, 1991-2000 (2000) / Uns Dias Ao Vivo (2004)[13]